# Sieben Tage im Mai
Sieben Tage im Mai (Originaltitel: Seven Days in May) ist ein in Schwarzweiß gedrehter US-amerikanischer Politthriller von John Frankenheimer aus dem Jahr 1964. Rod Serling schrieb das Drehbuch nach einem Roman von Fletcher Knebel und Charles W. Bailey II.
Der Film schildert einen geplanten Putsch ranghoher amerikanischer Militärs gegen ihren Präsidenten in der nahen Zukunft. Eine Gruppe loyaler Gefolgsleute des Präsidenten versucht, das Vorhaben in den verbleibenden sieben Tagen zu verhindern.

## Handlung
Mai 1970: Kurz vor der Unterzeichnung eines Atomwaffen-Abrüstungsvertrags zwischen den Vereinigten Staaten und der Sowjetunion wendet sich das politische Klima in den USA gegen den Präsidenten Jordan Lyman. Seine Gegner sehen allein in der militärischen Überlegenheit der Vereinigten Staaten von Amerika eine Garantie für den Weltfrieden. Eine Gruppe ranghoher Militärs unter dem Kommando von Generalstabschef James Mattoon Scott plant einen Putsch gegen die Regierung; als Zeitpunkt für den Umsturz wählen sie ein ausgedehntes Militärmanöver am 18. Mai 1974. Scotts rechte Hand Colonel Casey erfährt von dem Plan und verständigt die Mitarbeiter des Weißen Hauses. In den sieben Tagen, die noch bis zu dem Umsturzvorhaben verbleiben, versuchen Casey, der einflussreiche Senator Clark und Girard, ein Vertrauter des Präsidenten, Beweise zu sammeln und sich der Loyalität von nicht in die Verschwörung involvierten Militärs zu versichern. Obwohl Girard bei einem Anschlag ums Leben kommt, werden seine Unterlagen, die das Vorhaben aufdecken, sichergestellt. Nach einer Pressekonferenz mit namentlicher Nennung der involvierten Militärs treten Scotts Mitverschwörer zurück, der Putsch ist abgewendet.

## Hintergrund
In einer Szene des Films stellt Präsident Lyman bei einer Unterredung den fiktiven General Scott in eine Reihe mit Senator Joseph McCarthy und General Edwin Walker. Walker hatte während seiner Zeit als General der US-Armee rechtsgerichtete Agitation innerhalb der Streitkräfte betrieben, bewarb sich später um ein Amt als Gouverneur und propagierte bei politischen Veranstaltungen unter anderem die Beibehaltung der Rassentrennung.
Kirk Douglas, dessen Produktionsfirma Joel Productions auch koproduzierte, setzte sich gegen Frankenheimers Wunsch für die Verpflichtung von Burt Lancaster ein, der schließlich die für Douglas vorgesehene Rolle des General Scott übernahm. Im Laufe der Dreharbeiten entfremdeten sich Frankenheimer und Douglas voneinander, wobei beide den jeweils anderen dafür verantwortlich machten.
Da er keine Drehgenehmigungen besaß, drehte Frankenheimer zwei Szenen mit versteckter Kamera: In einer betritt Douglas in Uniform das Pentagon, in der anderen nähert sich Martin Balsam (als Vertrauter des Präsidenten) auf einem Boot dem Flugzeugträger Kitty Hawk.
Sieben Tage im Mai startete am 12. Februar 1964 in den US-amerikanischen und am 20. März 1964 in den bundesdeutschen Kinos.

## Kritiken
Der film-dienst bezeichnete Sieben Tage im Mai als „Science-Fiction-Fantasie mit politischen Akzenten, aufbauend auf die zu Beginn der 60er Jahre kursierende Furcht vor einem Atomkrieg“. Der Film sei „[d]ialogbetont und reich an militärstrategischer Spekulation“ und sei bestrebt „in Hollywoodmanier die irrationalen Ängste zu bannen“ und „die Probleme mit einem konventionellen Happy-End“ zu lösen. Verglichen mit Stanley Kubricks ebenfalls 1964 veröffentlichter Farce Dr. Strangelove sei Frankenheimers Film „eine eher beschwichtigende Endzeitvision“. Das Fazit von Cinema lautete: „Intelligente Spannung mit tollen Akteuren“.

## Auszeichnungen (Auswahl)
- Golden Globe in der Kategorie Bester Nebendarsteller (Edmond O’Brien), Nominierungen in den Kategorien Bester Hauptdarsteller – Drama (Fredric March), Beste Regie (John Frankenheimer) und Beste Filmmusik (Jerry Goldsmith)
- Oscar-Nominierungen in den Kategorien Bester Nebendarsteller (Edmond O’Brien) und Bestes Szenenbild (Cary Odell und Edward G. Boyle)

## Synchronisation
Die deutsche Synchronfassung entstand durch die Berliner Synchron GmbH nach dem Dialogbuch von Konrad Wagner unter der Dialogregie von Klaus von Wahl.
| Rolle                      | Darsteller      | Synchronsprecher       |
| -------------------------- | --------------- | ---------------------- |
| General Scott              | Burt Lancaster  | Horst Niendorf         |
| Colonel Casey              | Kirk Douglas    | Arnold Marquis         |
| Präsident Lyman            | Fredric March   | Paul Wagner            |
| Ellie Holbrook             | Ava Gardner     | Gisela Trowe           |
| Senator Clark              | Edmond O’Brien  | Fritz Tillmann         |
| Paul Girard                | Martin Balsam   | Martin Hirthe          |
| Colonel Henderson          | Andrew Duggan   | Curt Ackermann         |
| Harold McPherson           | Hugh Marlowe    | Heinz Petruo           |
| Senator Frederick Prentice | Whit Bissell    | Friedrich Schoenfelder |
| Christopher Todd           | George Macready | Siegfried Schürenberg  |

## Remake
1994 produzierte der US-amerikanische Fernsehsender HBO eine Neuverfilmung unter dem Titel The Enemy Within, die die Handlung in die Zeit nach dem Kalten Krieg verlegte.